# SR-47
Knight’s Armament SR-47 (Stoner Rifle, 47) — автомат производства Knight’s Armament Co., созданный для Командования Силами Специальных операций США (англ. USSOCOM — United States Special Operations Command). Главной особенностью этого автомата является использование советских патронов 7,62×39 мм из магазинов от АК или АКМ.

## История
Автомат создавался для подразделений специального назначения, которые участвовали в операции «Несокрушимая свобода». Воевавшие в горах Афганистана солдаты не могли восстанавливать боекомплект, поэтому трофейное оружие и патроны были для них важны. Автомат SR-47 специально создавался как замена автомату M4/M4A1 для подобных условий. Главным требованием была возможность использовать патрон 7,62×39 мм из немодифицированных магазинов от АК или АКМ.
Первые образцы SR-47 попали в Афганистан уже в марте 2002 года.
Всего было создано 6 автоматов SR-47.

## Описание
Конструктивно SR-47 очень схож с автоматом M4/M4A1. Главные отличия в приёмнике магазинов (которых представляет собой полушахту, а не шахту, как в автомате M4/M4A1), и конечно, в другом затворе и стволе. В отличие от автомата Калашникова в SR-47 магазин вынимается при нажатии на кнопку, как в автомате M4/M4A1. Также некоторые части оружия были увеличены, чтобы лучше работать с более мощным чем 5,56×45 мм патроном 7,62×39 мм, а ствольная коробка была немного удлинена. Автомат может использовать глушитель.